# كونوبيديانا (خانية)
كونوبيديانا (Κουνουπιδιανά) هي مدينة في خانية في اليونان.